# Павел (Афанатос)
Митрополит Па́вел (греч. Μητροπολίτης Παύλος, в миру Па́влос Афа́натос греч. Παύλος Αθάνατος; 26 июня 1941, Кардица — 10 февраля 2025, Гирокомио) — архиерей Элладской православной церкви, митрополит (до 3 ноября 2021 — епископ) Неохорионский (1995—2025), викарий Афинской архиепископии.

## Биография
Родился в 1941 году в Кардице, в Греции.
В 1969 году окончил богословский факультет Аристотелевского университета в Салониках.
В 1970 году митрополитом Шведским Полиевктом (Финфинисом) последовательно был хиротонисан в сан диакона (27 сентября) и пресвитера (4 октября) и служил Георгиевском соборе в Стокгольме до 1975 года, когда возвратился в Грецию.
28 января 1995 года в церкви Святого Харалампия Илисийского был хиротонисан во епископа Неохорионского, викария Афинской архиепископии. Хиротонию совершили: митрополит Мегарский Варфоломей, митрополиты Паронакский Амвросий, Закинфский Хризостом, Тирский Пантелеимон, Кифирский Иаков, Элидский Герман, Лемносский Иерофей, Ларисский Игнатий и епископ Христупольский Петр.
3 ноября 2021 года возведён в достоинство титулярного митрополита.
Скончался 10 февраля 2025 года. Отпевание состоялось 13 февраля 2025 года в храме Святого Андрея Первозванного в Афинском доме престарелых.